# Astrocladus ludwigi
Astrocladus ludwigi är en ormstjärneart som först beskrevs av Döderlein 1896.  Astrocladus ludwigi ingår i släktet Astrocladus och familjen medusahuvuden. Inga underarter finns listade i Catalogue of Life.